# Charles Long (1er baron Farnborough)
Charles Long, 1er baron Farnborough (2 janvier 1760 - 17 janvier 1838) est un homme politique anglais et un amateur d'art réputé.

## Jeunesse
Né à Londres, il est le quatrième fils du commerçant antillais Beeston Long et de sa femme Sarah Cropp. Une branche aînée de la famille de Hurts Hall dans le Suffolk s’établit en Jamaïque après la conquête de l’île en 1665. Il fait ses études dans une école privée à Greenwich et au Emmanuel College (Cambridge). Il est rapidement inscrit au baccalauréat en 1779, mais il n’obtient pas de diplôme . Il entre au Inner Temple, puis effectue un Grand Tour entre 1786 et 1788, explorant Rome et jetant les bases de sa collection d’art sous la direction de James Byres.

## Carrière politique
Il est un ami de William Pitt le Jeune, qu’il rencontre à Cambridge, et sa participation à la vie politique commence dès 1788, alors qu’il soutient Samuel Hood (1er vicomte Hood), candidat ministériel aux élections de Westminster, et il entre lui-même au Parlement en janvier 1789 en tant que député de Rye, siège contrôlé par la direction du Trésor. Il siège ensuite comme député de Midhurst (1796-1802)  et de Wendover (1802-1806), (arrondissements dont les représentants parlementaires sont nommés par Robert Smith (1er baron Carrington), l'ami de Pitt) et de Haselmere (1806-1826), où l'unique patron est le comte pittite de Lonsdale. Devenu secrétaire adjoint au Trésor en 1791, il remplit les fonctions de whip et de scrutateur parlementaire. En 1796, il assume pour le compte du gouvernement une grande partie de la gestion des élections générales. En 1801, lorsque Pitt quitte ses fonctions, Long suit et est récompensé par une pension annuelle de 1 500 £. Sur l'ordre de Pitt, il est nommé conseiller du Premier ministre Henry Addington auprès du Trésor et, en 1802, admis au Conseil privé.
L'année suivante, sa maison à Bromley Hill dans le Kent sert de lieu de négociation entre Pitt et Addington, dont il est le principal intermédiaire. Quand Pitt revient au pouvoir en 1804, Long est nommé Lord du Trésor (1804-1886), puis Secrétaire en chef pour l'Irlande (1805-1806). Après la mort de Pitt en 1806, il prend ses fonctions de payeur général des forces armées, poste qu'il occupe jusqu'en 1826, année de sa retraite du monde politique. Spencer Perceval lui offre le poste de Chancelier de l'Échiquier et celui de secrétaire à la guerre, qu'il refuse tous les deux, se considérant ni enclin ni apte à occuper l'un ou l'autre poste. Sauf pour des questions découlant de ses responsabilités ministérielles, il s'exprime rarement à la Chambre des communes. Plutôt qu'un initiateur de politique, ses points forts sont ses ajustements politiques loyaux et efficaces. En 1792, en collaboration avec Sir James Bland Burges, il établit le journal Sun en tant qu'instrument des tories et est l'auteur de pamphlets sur la Révolution française (1795) et le prix du pain (1800).
En 1820, George IV le fait Chevalier du Bain et, se retirant de la vie politique en 1826, il est élevé à la pairie sous le titre de baron Farnborough, de Bromley-Hill-Place, comté de Kent (Farnborough est alors un village du Kent, près de sa résidence de campagne). Il est élu à la Royal Society en 1792 et à la Society of Antiquaries of London en 1812, et reçoit un LLD honorifique de son ancienne université en 1833. Sa passion des arts est réelle, mais à cause de ses ressources limitées, il est incapable de devenir un mécène ou un collectionneur de premier plan. Cependant, en tant que ministre et député, il est influent dans la promotion de causes artistiques telles que la création de la National Gallery et l'achat des Marbres Elgin et est l'un des fondateurs de la British Institution en 1805. En 1792, il sert d'intermédiaire entre Pitt et Humphry Repton au sujet des améliorations apportées à l'ancien terrain de Holwood. En 1799, lorsque les Altieri Claudes sont amenés en Angleterre, ils sont d'abord exposés aux connaisseurs anglais chez Long à Grosvenor Place. Au cours des années suivantes, il conserve une grande notoriété en tant que mécène public des arts. Un comité de goût est nommé en 1802 pour superviser l'érection de monuments aux héros des guerres napoléoniennes, présidé par Long, et en 1809 les responsabilités sont étendues à la réparation de la chapelle d'Henri VII à Westminster, avec l'argent voté par le Parlement. Il est consulté sur tout, de la nécessité d'une feuille de vigne sur la statue héroïque honorant le duc de Wellington, souscrite par les dames de Grande-Bretagne (1821), à l'ordre approprié pour la façade des bureaux du conseil privé à Whitehall (1824).

## Retraite de la politique
Les ambitions politiques de Long restent modestes, mais sa retraite est néanmoins réticente. Sa réputation d'arbitre du goût conduit en 1834 à l'ouverture d'une campagne en faveur de la création d'une institution des architectes britanniques, par le biais d'une lettre ouverte à Lord Farnborough. Il est membre actif du British Museum et de la National Gallery et, en tant que directeur adjoint, il est pendant de nombreuses années une figure de proue des affaires de la British Institution. Les conseils de Long sur les questions artistiques sont appréciés au plus haut niveau. George IV, en tant que prince régent et en tant que roi, le consulte fréquemment au sujet des commandes d'architecture, de sculpture et de peinture. Le secrétaire du prince déclare un jour qu'en matière d'art, "le prince régent voit à travers les lunettes de M. Long". Il est longtemps négociateur des commandes royales avec des artistes tels que Canova, Westmacott et Lawrence. Lorsque le roi décide de reconstruire le Château de Windsor, Long rédige un mémoire détaillant toutes les caractéristiques importantes du château, telles que remodelées par la suite par Jeffry Wyatville, à partir de la formation du Grand couloir à la hauteur du donjon, et il fait également un croquis en 1823 pour le jardin en contrebas de la terrasse est.
À seulement quelques kilomètres de Pitt à Holwood, la villa de campagne de Long à Bromley Hill, dans le Kent, est un agrandissement élégant d'une maison qu'il a achetée en 1801. Lui et sa femme sont des artistes amateurs et des architectes et ont fourni leurs propres plans pour améliorer la maison. Les vastes terrains sont progressivement améliorés pour créer un jardin très admiré qui, en 1809, offre deux promenades pittoresques d'une longueur d'un kilomètre chacune et une vue lointaine sur le dôme de la Cathédrale Saint-Paul de Londres. C'est là que Long reçoit George IV, Guillaume IV et la reine Adélaïde. Il y meurt le 17 janvier 1838, laissant à la National Gallery quinze œuvres de Rubens, Vandyck, Canaletto, Teniers, Mola, Cuyp et autres.

## Lady Farnborough
Il s'est marié en 1793, avec Amelia Hume (en), fille aînée de l'éminent collectionneur d'art Sir Abraham Hume (2e baronnet), et d'Amelia, fille de John Egerton (évêque) évêque de Durham. Aquarelliste et jardinière, elle complète son éducation classique par une visite en Italie avant son mariage. Elle conçoit les terrains italianisés célèbres de leur résidence de campagne, Bromley Hill, qui est devenue par la suite la source principale de ses croquis. Réputée pour être l'élève préféré de Thomas Girtin, ses premiers travaux se distinguent par un large style topographique. Les travaux ultérieurs sont influencés par Henry Edridge et le Dr Thomas Monro. Elle meurt le 15 janvier 1837 et un journal londonien  rapporte que son mari, Lord Farnborough, est "gravement malade du fait du choc provoqué par le décès de son épouse". Il n'a jamais retrouvé la santé et est décédé un an plus tard. Il n'y a pas d'enfants du mariage.